# Manuel I de Portugal
Manuel I (Alcochete, 31 de maio de 1469 – Lisboa, 13 de dezembro de 1521), apelidado de O Venturoso, foi o Rei de Portugal e Algarves de 1495 até à sua morte. Era o filho mais novo do infante Fernando, Duque de Viseu, filho do rei Duarte I e de sua esposa, a infanta Beatriz de Portugal, neta do rei João I e filha do infante João. Manuel ascendeu ao trono após a morte de seu primo, o rei João II, que não tinha herdeiros legítimos e o nomeou como seu sucessor. Na realidade, foi o único a subir ao trono sem ser parente em primeiro grau ou descendente do antecessor. Para a sua coroação beneficiou da morte do filho do rei João II, de nome Afonso. Uma das irmãs de Manuel é a rainha Leonor, casada com João II.
Prosseguiu as explorações portuguesas iniciadas pelos seus antecessores, o que levou à descoberta do caminho marítimo para a Índia, ao descobrimento do Brasil, e das ambicionadas "ilhas das especiarias", as Molucas, determinantes para a expansão do império português. Foi o primeiro rei a assumir o título de Senhor do Comércio, da Conquista e da Navegação da Arábia, Pérsia e Índia. Em 1521, promulgou uma revisão da legislação conhecida como Ordenações Manuelinas, que divulgou com ajuda da recente imprensa. 
No seu reinado, apesar da sua resistência inicial, cumprindo as cláusulas do seu casamento com Dona Maria de Aragão, viria a solicitar ao papa em 1515 a instalação da inquisição em Portugal, o que só viria a ser concedido no reinado seguinte, perante novo pedido de D. João III. Com a prosperidade resultante do comércio, em particular o de especiarias, realizou numerosas obras cujo estilo arquitetónico ficou conhecido como manuelino.
No ínicio de dezembro de 1521, altura em que Lisboa era assolada por um surto de pestilência, D. Manuel adoeceu gravemente e acabou por morrer dias depois. Foi sucedido pelo seu filho D. João III. 

## Vida

### Infância e juventude
Constantes surtos de peste negra em Lisboa, capital do Reino, levaram a corte e a nobreza dos séculos XIV e XV a instalarem-se em Alcochete, nomeadamente o rei João I e, em meados do século XV, o seu neto, o infante Fernando, Duque de Viseu. Aí, na vila de Alcochete, nasceu em 1469 Manuel, filho de Fernando, Duque de Viseu e de Beatriz de Portugal.
Durante a infância e a juventude, assistiu à guerra de intriga e conspiração entre a aristocracia e o seu primo direito João II, muito cioso do seu poder. Alguns homens do seu círculo próximo foram mortos ou exilados, incluindo o seu irmão mais velho Diogo, Duque de Viseu, assassinado pelo próprio rei. Sucedeu-lhe como 5.º Duque de Viseu, 5.º Senhor da Covilhã e 4.º Duque de Beja, 4.º Senhor de Moura. Portanto, quando em 1493 recebeu uma ordem real de comparência no paço, Manuel I deveria estar preocupado. Mas o propósito de João II era nomeá-lo herdeiro da coroa, depois da morte do seu filho Afonso de Portugal e das tentativas frustradas de legitimar o bastardo Jorge de Lencastre.
Manuel I ascendeu ao trono em circunstâncias excecionais, sucedendo João II em 1495, de quem se tornara uma espécie de "filho adotivo".

## Política externa e descobrimentos

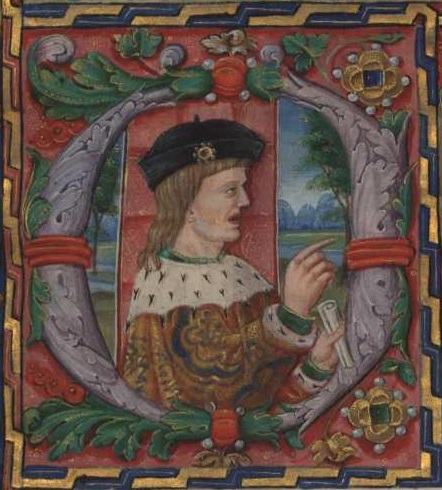
D. Manuel em iluminura do frontispício do "Livro 1 de Além Douro" da Leitura Nova, escrito em 15??-1521

Aclamado em 27 de Outubro de 1495, Manuel I provou ser um sucessor à altura, apoiando os descobrimentos portugueses e o desenvolvimento dos monopólios comerciais. Durante seu reinado, Vasco da Gama descobriu o caminho marítimo para a Índia (1498) onde encontrou hostilidades e, por conta disso, não conseguiu trazer especiarias de Calecute. Após essa missão falhada, D. Manuel chama Pedro Álvares Cabral para uma nova missão que resultou na descoberta oficial do Brasil (1500). Contudo, especula-se que a descoberta efetiva já tinha ocorrido antes devido a várias razões, nomeadamente: revelações cartográficas contidas no Planisfério de Cantino que apontam para a sua possível descoberta por Duarte Pacheco Pereira em 1498; a recusa de D. João II em financiar a viagem de Cristóvão Colombo e o limite de exploração portuguesa definido no tratado de Tordesilhas de 370 léguas a Ocidente de Cabo a Verde que, efetivamente, possibilitou aos portugueses o controlo deste território. É também durante o seu reino que se atribui pela primeira vez do título de vice-rei da Índia a  Francisco de Almeida (1505) e o almirante Afonso de Albuquerque obtém o controlo das rotas comerciais do oceano Índico e golfo Pérsico e conquista lugares importantes como Malaca, Goa e Ormuz.
Também no seu reinado organizam-se viagens para ocidente, tendo-se chegado à Gronelândia e à Terra Nova. O seu reinado decorreu num «contexto expansionista, já preparado por seu antecessor - e marcado pela descoberta do caminho marítimo para a Índia em 1498 e pelas consequências políticas e económicas que advieram deste facto».
A extensão de seu reinado «permite surpreender nele uma personagem determinada, teimosa, voluntariosa, autocrática, detentora de um programa político de potenciação do seu poder dotado de uma assombrosa coerência, posto em prática até ao seu mais ínfimo detalhe.
Manuel I opta por uma política de expansão indiana e põe em prática os seus princípios, criando a oportunidade para a realização da viagem de Vasco da Gama em 1497, contra, ao que parece, a oposição de parte do seu conselho. Escolhe, ainda, a via da inversão pró-aristocrática, ou seja, de restauração de privilégios e direitos antes postos em causa e isto certamente por opção política de Estado. O rei edifica, igualmente, um Estado que prenuncia em boa medida o absolutismo régio e o governo iluminado, por contraponto, aliás, ao problemático e agitado centralismo do seu antecessor João II.
Tudo isto contribuiu para a constituição do Império Português, fazendo de Portugal um dos países mais ricos e poderosos da Europa. Manuel I utilizou a riqueza obtida pelo comércio para construir edifícios reais, no que se chamaria muito posteriormente estilo manuelino, dos que são exemplo o Mosteiro dos Jerónimos e a Torre de Belém. Atraiu cientistas para a corte de Lisboa e estabeleceram-se tratados comerciais e relações diplomáticas com a China e a Pérsia, além de que, em Marrocos, realizaram-se conquistas como Safim, Azamor e Agadir.
A sua completa consagração europeia deu-se com a aparatosa embaixada em 1514, chefiada por Tristão da Cunha, enviando ao papa Leão X presentes magníficos como pedrarias, tecidos e joias. Dos animais raros, destacaram-se um cavalo persa e um elefante, chamado Hanno, doravante mascote do papa, que executava várias habilidades. Mas uma das inúmeras novidades que encantaram os espíritos curiosos das cortes europeias da época terá sido sem dúvida o rinoceronte trazido das Índias, que assumiu, então, um papel preponderante na arte italiana.

## Política interna

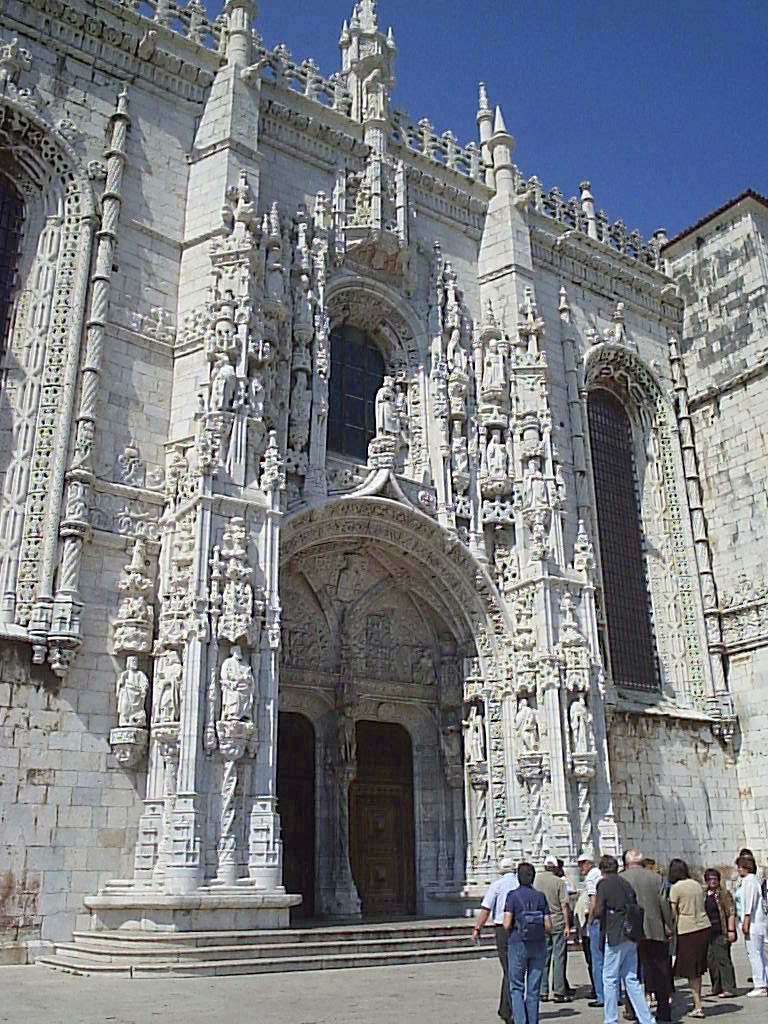
O Mosteiro dos Jerónimos, em Lisboa, um dos legados mais exuberantes do estilo manuelino

Na vida política interna, Manuel I seguiu as pisadas de João II e tornou-se quase num rei absoluto. As cortes foram reunidas apenas três vezes durante o seu reinado de mais de vinte e cinco anos, e sempre no paço de Lisboa. Manuel I dedicou-se à reforma dos tribunais e do sistema tributário, adaptando-o ao progresso económico que Portugal então vivia.
Analisando-se a sua obra, verifica-se que avulta a tentativa de reforma do reino, «através da criação de instrumentos unificadores de carácter estatal, como sejam a publicação dos Forais Novos, reformando os antigos, a Leitura Nova (1504-1522), a compilação e revisão da legislação, consagrada pelas Ordenações Manuelinas, a reorganização da Fazenda Pública e a estruturação administrativa daí decorrente. Com ele organiza-se o Estado moderno». Prova de que Manuel foi um rei que se preocupou em preservar a justiça e a boa ordem do Reino, é que durante seu reinado não apenas as Ordenações do Reino foram reformadas, mas também os Forais, a Ordenação e Regimento dos Pesos (1502), o Regimento dos Oficiais das Cidades, Vilas e Lugares destes Reinos (1504), os Artigos das Sisas (1512), o Regimento dos Contadores das Comarcas (1514), o Regimento das Ordenações da Fazenda (1516) e as Ordenações da Índia (1520). Obras de caráter burocrático fundamentais para a administração e organização do Reino português.

### Absolutismo de direito divino

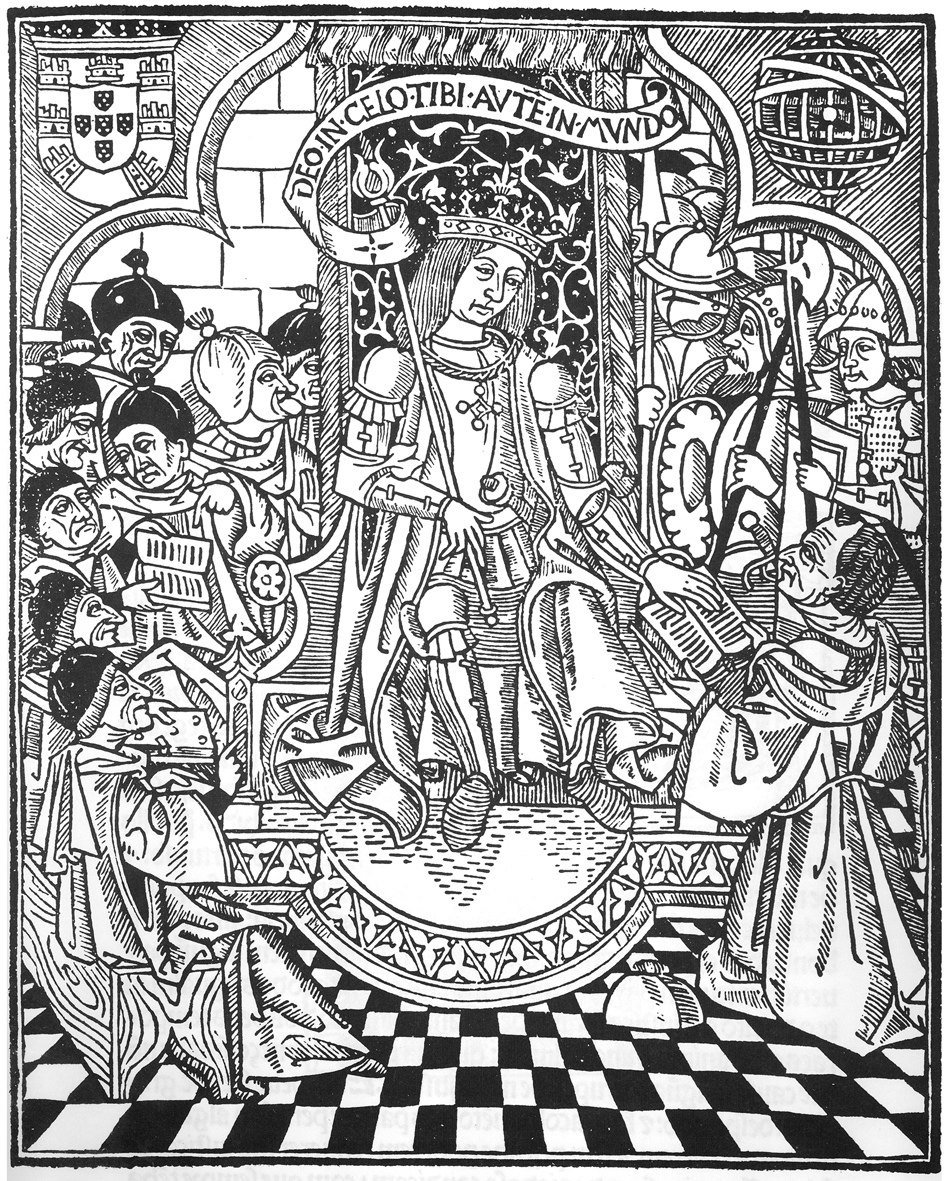
D. Manuel I assistido de letrados e militares (Livro dos Ofícios da corte e da Casa de Suplicação, Livro I das Ordenações d'El-Rei D. Manuel, Lisboa, João Pedro Bonhomini de Cremona, 1514)

Em seis gravuras constantes da edição das Ordenações de 1514 - a única ilustrada - vemos o rei em majestade, portando uma coroa aberta e armadura, ladeado pela sua divisa, a esfera armilar e pelas armas do Reino, representada pelo escudo manuelino. Na sua mão direita está sempre o cetro real, símbolo da justiça, a que se prende uma fita, chamada filactério, onde se lê DEO IN CELO TIBI AVTEM IN MVNDO («A Deus no céu e a ti na terra»). É evidente a intenção de representar a ligação entre o terreno e o divino, e lembrar a noção de dualidade especular entre uma corte terrena, encabeçada pelo rei e uma corte celestial encabeçada por Cristo. Isto reforça a ligação de Manuel com o messianismo e com a ideia de um rei enviado por Deus, um escolhido para representar a cristandade ante o novo horizonte que se descortinava com os descobrimentos. E de fato a sua imagem que passou à História foi a de um rei representante de Cristo, Senhor personificado na figura divina da Justiça, do “perfeito monarca” e do “rei arquétipo”.
O rei era representado como o centro coordenador e a ele cabia, na mais alta composição, o mais nobre dos ofícios: ministrar a justiça. Essa ligação entre o terreno e o espiritual está também presente no ideal régio que é justificado por João de Barros no panegírico, “porque sendo Deus perfeita justiça, os reis, que por ele são ordenados e cujo poder representam, a ele só em tudo devem seguir”. Esse tino requerido para a figura real se faz necessário para que o povo tenha em seu governante o “paradigma a seguir em todas as circunstâncias”, sendo para o mesmo, exigido ainda, qualidades que o tornem afamado e digno, dentre elas: “temperança, honestidade, humanidade, comedimento, bondade, fortaleza, lealdade, prudência, magnanimidade, amor às letras (...) e seus pensamentos em Deus”.

### Política religiosa

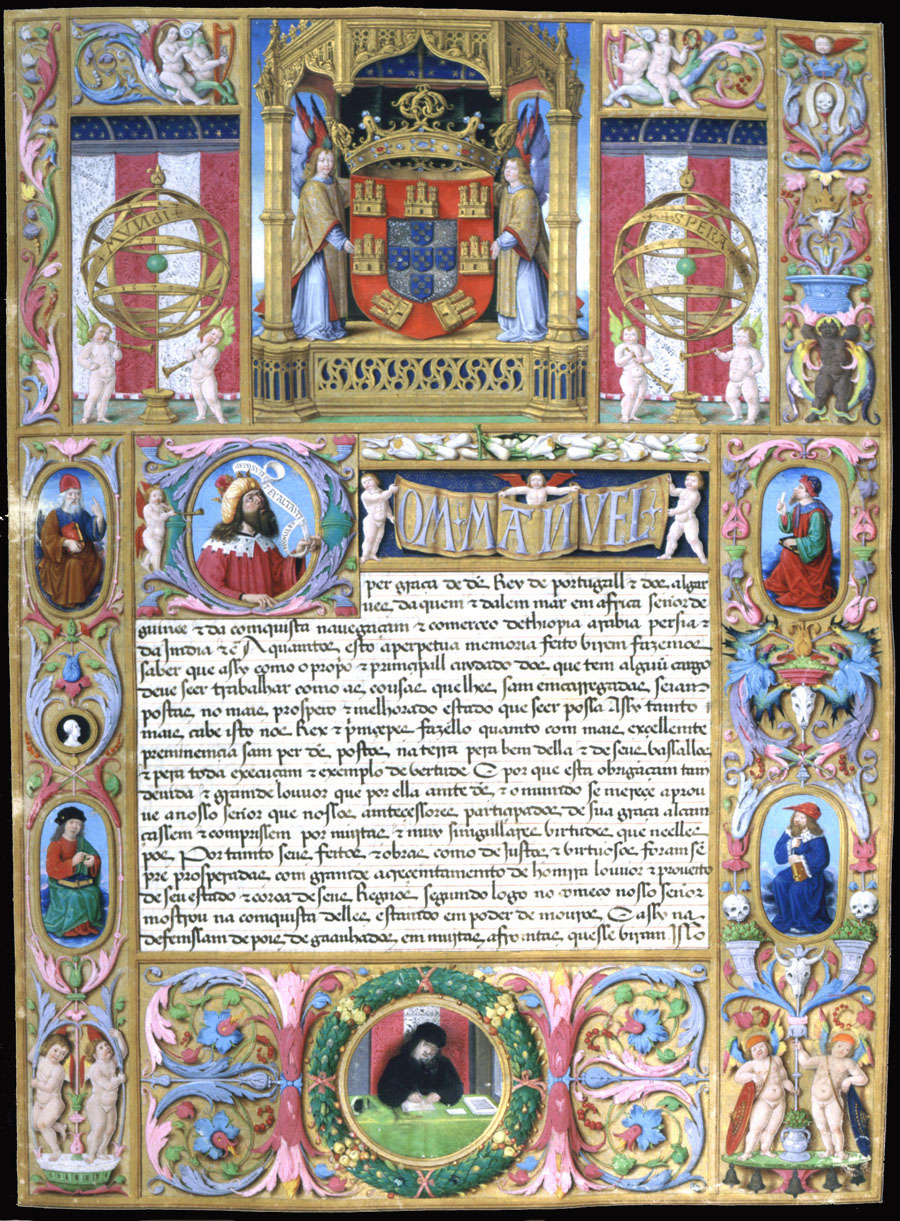
Iluminura do período manuelino, "Livro 3 Místicos"

Manuel I era um homem bastante religioso que investiu uma boa parte da fortuna do país na construção de igrejas e mosteiros, bem como no patrocínio da evangelização das novas colónias através dos missionários católicos. A missão evangelizadora para o mundo inteiro é mesmo, junto com os interesses económicos e militares, uma das linhas fundamentais da expansão portuguesa, tendo, por exemplo, na relação com o Papa e nas consequências culturais da expansão uma marca manuelina muito forte.
Na tradição de reis anteriores, D. Manuel iniciou o seu reinado com grande tolerância religiosa, libertando mesmo os judeus que haviam fugido das perseguições em Castela e estavam em situação de escravatura. Esta tolerância era também justificada pela necessidade do capital financeiro e intelectual das comunidades hebraicas, essencial para a sua política expansionista. No entanto a sua ambição de unir os reinos ibéricos, levaram-no a ceder às exigências dos reis católicos, numa das cláusulas do seu contrato de casamento com a herdeira de Espanha, Isabel de Aragão, assinado em 30 de novembro de 1496, para que fossem expulsos os infiéis (mouros e judeus). Cedendo a idênticas pressões castelhanas, D. Manuel solicitou em 1515 do papa Leão X, através do seu embaixador em Roma, a introdução em Portugal de um tribunal da Inquisição.
Em especial no que respeita à comunidade judaica, a tentativa de D. Manuel de manipular a situação, com avanços e recuos, teve resultados muito violentos. Por exemplo: para evitar a saída em massa pela expulsão exigida por Castela, permitiu período mais alargado de conversão ao cristianismo, isentando os convertidos de qualquer inquérito durante vinte anos, o que na prática lhes permitia continuar os rituais hebraicos, fechou os portos do reino exceto o de Lisboa, ou obrigou à educação por famílias cristãs de filhos de judeus, que os recuperariam caso se convertessem. No entanto, esta tentativa, já de si violenta, redundou em fracasso, com conversões forçadas em massa, com o acicatar dos fundamentalistas religiosos e dos populares descontentes e com a criação de uma comunidade de cristãos-novos ou marranos sempre sob suspeita. Pode ser questionado se o seu objetivo de diluição das comunidades e integração religiosa terá sido atingido, quando se considera que duzentos anos depois até os inquisidores tinham ascendência judia, e por outro lado a tradição fundamentalista cristã antissemita sem ser exclusiva do seu reino, da sua religião, ou do seu reinado, sai deste reforçada.
É controverso considerar o Massacre de Lisboa de 1506 como uma das consequências diretas da política de Manuel I, dada a situação de seca, fome, epidemia e intolerância que aprofundaram as tensões sociais e que decorrem a nível mundial na época. Será consensual afirmar que foi algo que o horrorizou e enraiveceu, o que se prova na sua reação de castigo aos culpados pelo massacre (mesmo àqueles instigadores por cuja condição social era normal poupar, como os padres) e de humilhação à cidade de Lisboa, da qual estava ausente, assim como na linguagem dos relatos oficiais.

### Ciência, cultura e artes
Na cultura, esta época observou das mais importantes revoluções culturais, políticas, económicas, religiosas sociais e científicas pelas quais a Humanidade já passou. A política de Manuel I não foi indiferente ao desenvolvimento Cultural, promovendo-o ativamente, procedeu mesmo à reforma dos Estudos Gerais, criando novos planos educativos e bolsas de estudo.
O contexto do Renascimento é incontornável para enquadrar e compreender esta dimensão da época manuelina e das Descobertas de cujo apogeu participou. As Descobertas portuguesas tornaram-se tema, questionamento e desafio para a criação artística, científica e filosófica europeias, sendo uma das matrizes fundamentais do Humanismo. O reinado de D. Manuel insere-se, portanto no Renascimento em Portugal, um período de forte criação e inovação, quer em diálogo com modelos europeus, quer enriquecendo-os, seja nas ciências, como a matemática, astronomia, cartografia, biologia, medicina, farmacêutica, seja na arte literatura, poesia e teatro, música, pintura e arquitetura, seja na filosofia, na religião e na política.
Para além do óbvio estilo manuelino com que é marcada a arquitetura desta época para as grandes obras e que se estendeu também a outras artes como a iluminura, pintura e ourivesaria, considerando os Descobrimentos no seu impacto humanista e científico, podemos ainda incluir como tendo impacto nesta época e posterior autores que são nomes de grande relevo na cultura europeia, como Pedro Nunes, Abraão Zacuto, Simão Álvares do Renascimento, Damião de Góis, Sá de Miranda, Garcia da Orta, Bernardim Ribeiro, Garcia de Resende, Gil Vicente, Nuno Gonçalves, Grão Vasco, Duarte Barbosa, Gaspar Correia, Duarte Pacheco Pereira, António Galvão, João de Barros, Tomé Pires e muitos mais.

## Morte e exéquias fúnebres
No início de dezembro de 1521, altura em que Lisboa era assolada por um surto de pestilência, D. Manuel, que se encontrava com a sua corte no Paço da Ribeira, adoeceu gravemente "de uma febre espécie de modorra", segundo relata Damião de Góis. Manifestando os primeiros sintomas no dia 4, três dias mais tarde já se mostrava incapaz de assinar alvarás e, no dia 11, ordenava um codicilo ao seu testamento. Acabou por morrer no cair da noite do dia 13, altura em que entrou em delírio, recitando em voz alta os versos dos Salmos, que sabia de cor, e após receber a extrema-unção. Estavam presentes religiosos e a mais alta nobreza do reino, incluindo D. Jaime, Duque de Bragança, D. Afonso, Bispo de Évora (com quem D. Manuel ainda trocou breves palavras), D. Fernando, Bispo de Lamego (que era capelão-mor do rei) e o confessor e provincial dominicano Frei Jorge Vogado.

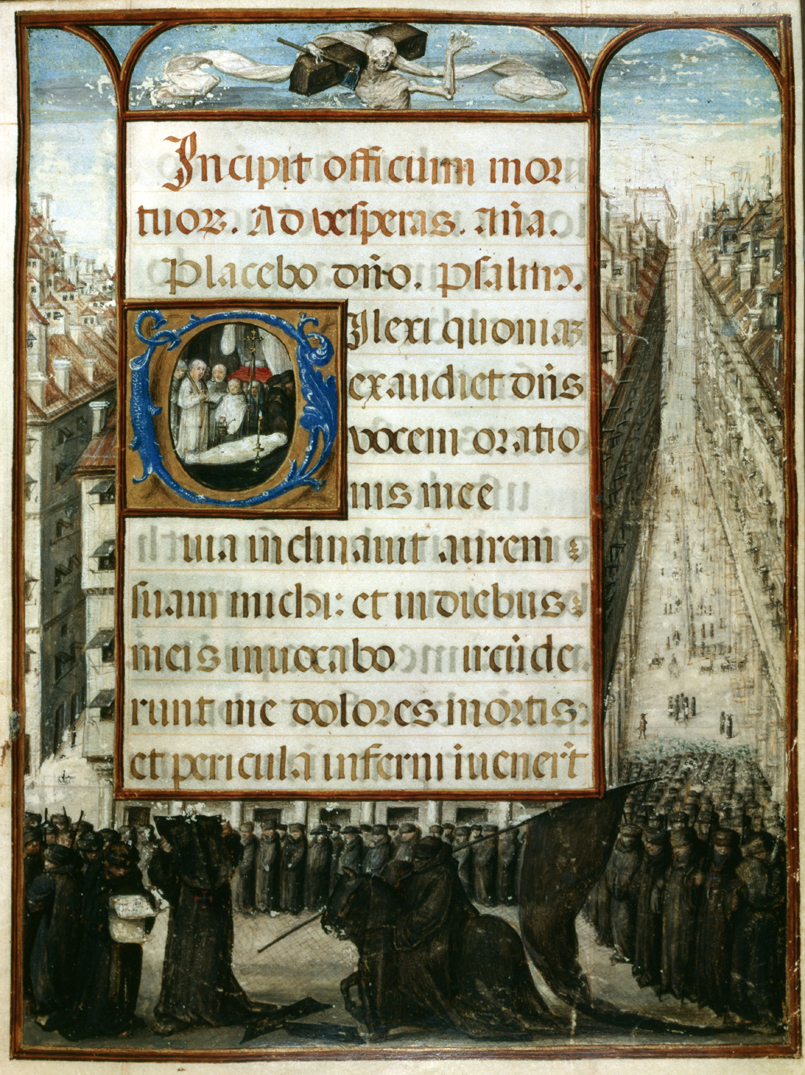
Iluminuras do Ofício dos Mortos no ', atribuídas a António de Holanda. Surge representada, ao fundo, a cerimónia da quebra dos escudos durante as exéquias de D. Manuel.

Morto o rei, o seu corpo foi colocado num ataúde de madeira, após ser arranjado "como a rei convinha", que foi carregado por D. Jaime, Duque de Bragança, D. Jorge, Duque de Coimbra, D. Fernando, Marquês de Vila Real, e D. Pedro, Conde de Alcoutim para a Sala Grande do Paço, situada no piso inferior. O ataúde foi destapado, e todos os presentes beijaram a sua mão. Depois, D. Jaime e D. Jorge pregaram a tampa do caixão mas, nas palavras do cronista, "os quais pregos não foram tão pregados com martelos como com as cabeças dos que eram presentes que com elas davam muitas pancadas no ataúde e no chão que era uma mui grave cousa de ver".
O corpo do rei foi levado em procissão para Belém entre as duas e as três horas da manhã do dia 14 de dezembro de 1521. O ataúde, coberto de veludo preto com uma cruz de damasco branco, foi colocado sobre uma azémola. Junto às portas do Paço da Ribeira, aguardava um grande número de clero e grandes e fidalgos do reino com seus criados, com mais de seiscentas tochas que alumiavam a noite. O caminho até Belém foi acompanhado por muitos populares. D. Manuel foi provisoriamente sepultado, em campa rasa, na igreja velha do Restelo, uma vez que o corpo do Mosteiro dos Jerónimos, onde deixara expresso desejar ser sepultado, não estava ainda concluído. O ataúde foi tomado aos ombros por fidalgos, ladeados pelos frades, segurando grandes círios acesos e de capelos sobre os olhos. Dentro da igreja, o Duque de Bragança, o Duque de Coimbra, o Marquês de Vila Real, e o Conde de Alcoutim, pegando em enxadas, enterraram-no numa campa rasa, sem mais cerimónia ou pompa, enquanto os presentes lamentavam e gritavam em altos brados o seu pranto, em vivas manifestações de pesar.
As exéquias reais tiveram lugar na terça-feira seguinte, na Sé de Lisboa, com cerimónias que só terminaram cerca da uma hora da tarde do dia seguinte. O último ofício público foi a cerimónia da quebra dos escudos: acompanhados por muitos senhores e fidalgos a pé, três juízes da cidade (dois do crime, e um do cível), vestidos de negro, traziam sobre a cabeça três grandes escudos negros; diante deles, num cavalo preto coberto de de paramentos de linho da mesma cor, vinha um alferes, vestindo uma grande loba de pano preto, levando sobre o ombro direito uma bandeira de grandes dimensões, preta e com as armas reais, que, meia tombada, se ia arrastando pelo chão da cidade à medida que o cortejo avançava. Junto à Sé, o bacharel Diogo Vaz da Casa do Cível, subiu a um banco e fez um discurso em memória do monarca falecido; depois, desfez-se o primeiro escudo no chão com uma pancada forte. A multidão seguiu depois até meio da Rua Nova dos Mercadores, onde se fez novo discurso e se quebrou o segundo escudo; o último escudo negro foi quebrado no Rossio. Ao longo desse dia, repicaram os sinos em Lisboa.
Em 1551, trinta anos após a sua morte, D. João III ordenou a trasladação dos restos mortais de D. Manuel, juntamente com os da rainha D. Maria sua esposa, para a igreja nova do Mosteiro dos Jerónimos. Contrariando as disposições testamentárias de D. Manuel para que a sua trasladação para os Jerónimos ocorresse "secretamente e sem cerimónia", o acontecimento prolongou-se por cinco dias, na presença dos monarcas e de centenas de religiosos.

## Títulos, estilos e honrarias

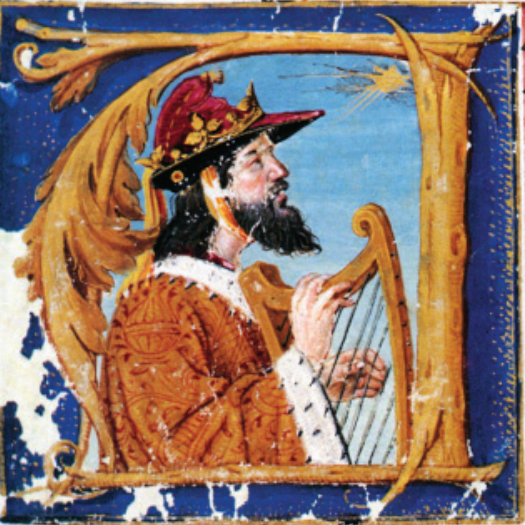
Iluminura de Dom Manuel, representado como Rei David, no Missal Rico ou Missal de Santa Cruz de Coimbra, entre c. 1517-1527

### Títulos e estilos
- 31 de Maio de 1469 – 21 de Agosto de 1484: "Sua Mercê, Dom Manuel de Beja"
- 21 de Agosto de 1484 – 13 de Julho de 1491: "Sua Senhoria, o Duque de Viseu"
- 13 de Julho de 1491 – 25 de Outubro de 1495: "Sua Alteza, o Príncipe Herdeiro de Portugal"
- 25 de Outubro de 1495 – 13 de Dezembro de 1521: "Sua Alteza Real, o Rei"

O estilo oficial de Manuel enquanto rei era até 1499: "Pela Graça de Deus, Manuel I, Rei de Portugal e dos Algarves, d'Aquém e d'Além-Mar em África, e Senhor da Guiné. Após o regresso de Vasco da Gama da Índia, em 1499, a titulatura régia foi reformulada: "Pela Graça de Deus, Manuel I, Rei de Portugal e dos Algarves, d'Aquém e d'Além-Mar em África, Senhor da Guiné e da Conquista, Navegação e Comércio da Etiópia, Arábia, Pérsia e Índia, etc.".

### Honrarias
Enquanto monarca de Portugal, D. Manuel I foi grão-mestre das seguintes ordens:
- Ordem dos Cavaleiros de Nosso Senhor Jesus Cristo
- Antiga e Muito Nobre Ordem da Torre e Espada

## Descendência
Do seu primeiro casamento com Isabel de Aragão (1470–1498) em 30 de setembro de 1497, tiveram um único filho:
- Miguel da Paz (23 de agosto de 1498 – 19 de julho de 1500), herdeiro aparente das Coroas de Portugal, Castela e Aragão até à sua morte prematura com quase dois anos.

Do seu segundo casamento com a sua cunhada Maria de Aragão (1482-1517) em 30 de Outubro de 1500, tiveram dez filhos:
- João III de Portugal (7 de junho de 1502 - 11 de junho de 1557), casou-se com Catarina de Áustria e tiveram nove filhos;
- Isabel de Portugal (24 de outubro de 1503 - 1 de maio de 1539), casou-se com Carlos I de Espanha e tiveram sete filhos;
- Beatriz de Portugal, Duquesa de Saboia (31 de dezembro de 1504 - 8 de janeiro de 1538), casou-se com Carlos III de Saboia e tiveram nove filhos;
- Luís, Duque de Beja (3 de março de 1506 - 27 de novembro de 1555), nunca se casou, mas foi pai de António, prior do Crato;
- Fernando, Duque da Guarda (5 de junho de 1507 - 7 de novembro de 1534), casou-se com Guiomar Coutinho, Condessa de Marialva e tiveram dois filhos que morreram na infância;
- Afonso, Cardeal de Portugal (23 de abril de 1509 - 21 de abril de 1540), arcebispo de Évora e de Lisboa;
- Maria de Portugal (1511 - 1513),[9] morreu com cerca de dois anos de idade;
- Cardeal-Rei Henrique I de Portugal (31 de janeiro de 1512 - 31 de janeiro de 1580), rei de Portugal de 1578 a 1580. Foi cardeal, arcebispo de Braga, de Évora e de Lisboa, Inquisidor Geral, regente do reino e o único cardeal da história a reinar como rei;
- Duarte, Duque de Guimarães (7 de outubro de 1515 - 20 de setembro de 1540), casou-se com Isabel de Bragança e tiveram três filhos;
- António de Portugal (8 de setembro de 1516 - 1 de novembro de 1516), morreu com menos de dois meses de vida.[10]

Do seu terceiro casamento com Leonor da Áustria (1498-1558) em 16 de julho de 1518, tiveram dois filhos:
- Carlos de Portugal (18 de fevereiro de 1520 - 15 de abril de 1521), morreu com um ano de febre;
- Maria de Portugal, Duquesa de Viseu (18 de junho de 1521 - 10 de outubro de 1577), nunca se casou. Ela era a mulher mais rica da Europa do seu tempo e foi a mais culta das infantas.